# 79e parallèle sud
Pour les articles homonymes, voir 79e parallèle.
En géographie, le 79e parallèle sud est le parallèle joignant les points de la surface de la Terre dont la latitude est égale à 79° sud.

## Géographie

### Dimensions
Dans le système géodésique WGS 84, au niveau de 79° de latitude sud, un degré de longitude équivaut à 21,310 km ; la longueur totale du parallèle est donc de 7 672 km, soit environ 19 % de celle de l'équateur. Il en est distant de 8 773 km et du pôle Sud de 1 228 km,.

### Régions traversées
Le 79e parallèle sud passe au-dessus de l'Antarctique sur plus des trois quarts de sa longueur, le reste étant situé sur l'océan Austral.
Le tableau ci-dessous résume les différentes zones traversées par le parallèle, d'ouest en est :
| Zone                                       | Début                 | Fin                   | Longueur (km) |
| ------------------------------------------ | --------------------- | --------------------- | ------------- |
| Antarctique                                | 79° 00′ S, 34° 52′ O  | 79° 00′ S, 161° 18′ E | 4 180         |
| Océan Austral (barrière de Ross)           | 79° 00′ S, 161° 18′ E | 79° 00′ S, 163° 23′ O | 753           |
| Île Roosevelt                              | 79° 00′ S, 163° 23′ O | 79° 00′ S, 161° 07′ O | 48            |
| Océan Austral (barrière de Ross)           | 79° 00′ S, 161° 07′ O | 79° 00′ S, 154° 04′ O | 150           |
| Antarctique                                | 79° 00′ S, 154° 04′ O | 79° 00′ S, 81° 56′ O  | 1 537         |
| Océan Austral (barrière de Filchner-Ronne) | 79° 00′ S, 81° 56′ O  | 79° 00′ S, 50° 19′ O  | 673           |
| Île Berkner                                | 79° 00′ S, 50° 19′ O  | 79° 00′ S, 43° 26′ O  | 147           |
| Océan Austral (barrière de Filchner-Ronne) | 79° 00′ S, 43° 26′ O  | 79° 00′ S, 34° 52′ O  | 183           |